# Johannes Winnertz
Johannes Winnertz, född den 11 februari 1800, död den 24 juli 1890, var en tysk entomolog som var specialiserad på tvåvingar. Hans samlingar finns bevarade på Senckenberg Museum och Naturhistorischen Museum Wien.
Auktorsnamnet Winnertz kan användas för Johannes Winnertz i samband med ett vetenskapligt namn inom zoologin; se Wikipedia-artiklar som länkar till auktorsnamnet.